# Кекино (Нижегородская область)
Кекино — село в Воротынском районе Нижегородской области. Входит в состав Семьянского сельсовета.

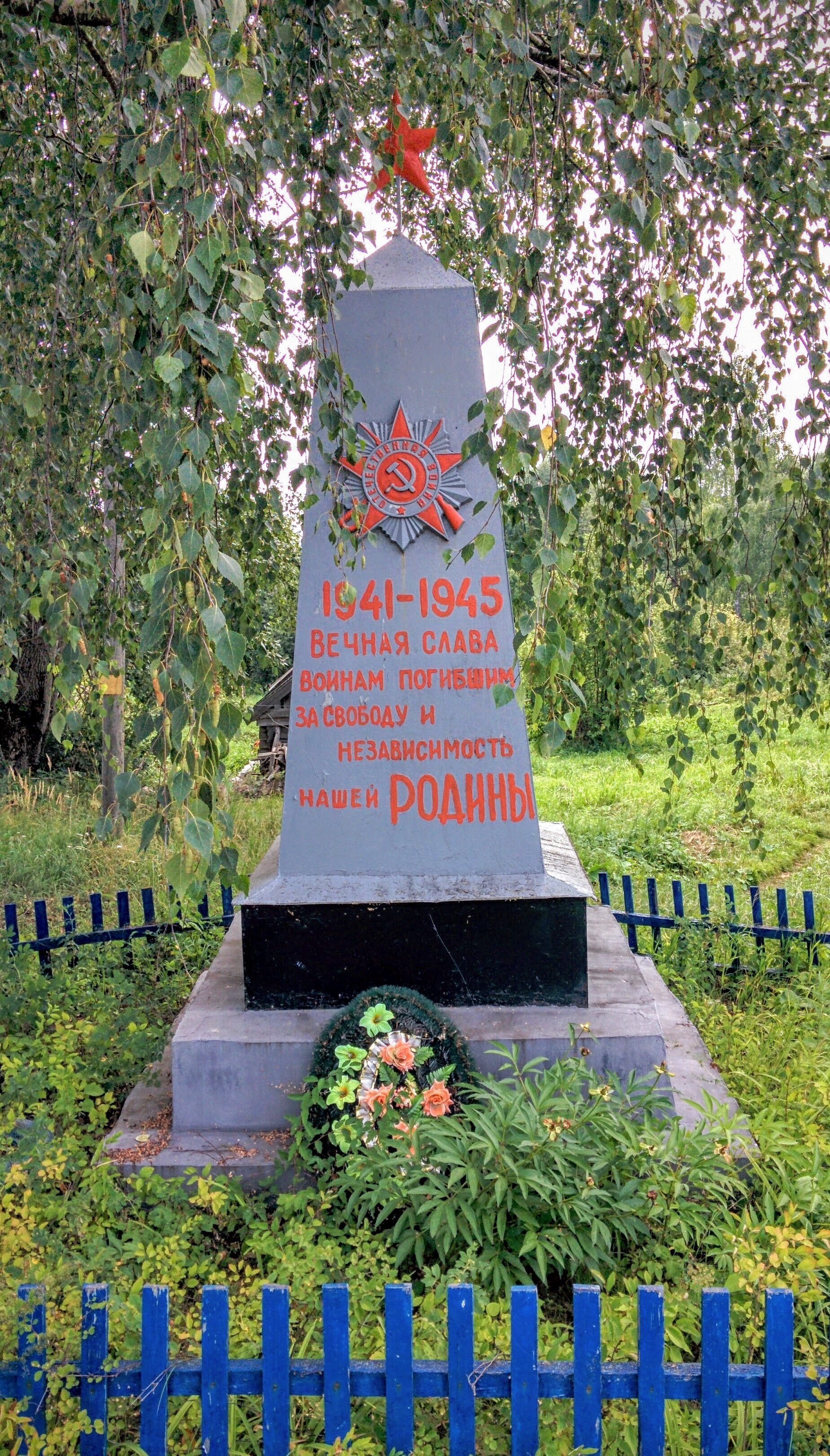
Памятник-обелиск участникам Великой Отечественной войны

Село располагается на левом берегу реки Урги.
В селе расположено отделение Почты России (индекс 606269).
По легенде название Кекино село получило от одного из князей Воротынских, которым принадлежало село. У этого князя было трое учёных- слуг, которым за их верную службу князь решил подарить деревни. Слуг звали Кека, Шока и Фока, в честь этих людей якобы и назвали три села: Кекино, Шокино и Фокино.